# Hans Rhoden
Hans Rhoden (* 11. Jänner 1882 in Wien; † 4. Juli 1931 ebenda) war ein österreichischer Schauspieler und Regisseur.

## Leben
Hans Rhoden begann seine Karriere 1906 am ‘Deutschen Theater der Palme’ in der (damals) russischen Hauptstadt St. Petersburg. 1907 wechselte er nach Wiener Neustadt, 1908 nach Pilsen und 1910 an die Berliner Revuebühne ‘Folies Caprice’. 1913 holte das Theater in der Josefstadt unter der Direktion von Josef Jarno Rhoden zurück in seine Heimatstadt Wien.
Zur selben Zeit begann der Schauspieler seine umfassende Tätigkeit vor der Kamera. Sein Fach war das des jugendlichen Charmeurs und Liebhabers. Rhoden spielte Galane aller Arten, junge Adelige wie den Baron in der Groteske Charly, der Wunderaffe und fesche Militärs wie den Leutnant Falk in der Kriegspropaganda Mit Gott für Kaiser und Reich, aber auch älpische Charaktere wie den Wurzensepp in der frühen Anzengruber-Verfilmung Der Pfarrer von Kirchfeld. Vor allem die Wiener Kunstfilm mit dem Regie-Ehepaar Jakob Julius und Luise Fleck besetzte Hans Rhoden regelmäßig. Bei Kriegsende 1918 wechselte Rhoden hinter die Kamera und arbeitete kurzzeitig auch als Regisseur. 
Ein schwerer Motorradunfall nahe Wiener Neustadt im Frühjahr 1925 warf ihn aus der Bahn. Hans Rhoden musste den Schauspielberuf aufgeben und fiel in tiefe Depressionen. Schließlich verübte der mit der Sängerin und Schauspielerin Polly Janisch verheiratete Schauspieler, der auch im Vorstand des Deutschösterreichischen Bühnenvereins saß, Suizid.

## Filmografie
als Schauspieler, wenn nicht anders angegeben
- 1913: Frauenrache
- 1914: Der Pfarrer von Kirchfeld
- 1914: Das vierte Gebot
- 1914: Hedi und Edi
- 1914: Der Storch ist tot
- 1915: Dämon Spiel
- 1915: Sommeridylle
- 1916: Charly, der Wunderaffe
- 1916: Mit Gott für Kaiser und Reich
- 1916: Armer Teufel
- 1916: Die Landstreicher
- 1917: Der Verschwender
- 1917: Der Schandfleck
- 1917: Der Doppelselbstmord
- 1918: Freier Dienst
- 1918: So fallen die Lose des Lebens
- 1918: Vortragsabend Wilhelm Klitsch (nur Ko-Regie)
- 1919: Seine schwerste Rolle
- 1919: Die Waldspinne (auch Regie, Drehbuch)
- 1919: Der Fleck auf der Ehr’ (auch Regie)
- 1919: Der große Kuppler (nur Regie)
- 1919: Der ledige Hof
- 1919: Der neue Ober (auch Regie)
- 1919: Das verhängnisvolle Geschenk (nur Regie)
- 1920: Der tanzende Tod
- 1920: Herzblut
- 1920: Der Fluch der Vererbung
- 1920: ...die da sterben, wenn sie lieben (nur Regie)
- 1920: Doktor Ruhland
- 1920: Großstadtgift
- 1921: Die Filme der Prinzessin Fantoche
- 1921: Violet
- 1922: Faustrecht

## Einzelnachweis
1. ↑  Meldung in Der Tag. In: Der Tag / Der Wiener Tag, 5. Mai 1925, S. 4 (online bei ANNO).